# Arsène Heitz
Arsène Heitz (20. září 1908 Huttenheim – 	30. srpna 1989 Épinal) byl německo-francouzský kreslíř narozený ve Štrasburku, který pracoval v Radě Evropy. Je spoluautorem Vlajky Evropské unie (ve spolupráci s Paulem M. G. Lévym).

## Život

Vlajka Evropské unie

V letech 1950–1955, kdy se vybírala vlajka, pracoval Heitz v poštovní službě Rady Evropy a předložil 21. návrh ze 101 návrhů, které jsou uloženy v archivu Rady Evropy.
Kromě jiných kreseb navrhl kruh patnácti žlutých hvězd na modrém pozadí. Inspiroval se dvanáctihvězdnou svatozáří Panny Marie, Královny nebes z knihy Zjevení, často zobrazovanou v římskokatolickém výtvarném umění, kterou lze vidět v Růžovém okně, jež Rada Evropy darovala štrasburské katedrále v roce 1953. Podal totiž návrh s „korunou z 12 zlatých hvězd s 5 paprsky, jejichž špičky se nedotýkají“.
Jeho vlajka s dvanácti hvězdami byla nakonec Radou přijata a konečný návrh dotvořil Paul Michel Gabriel Lévy.

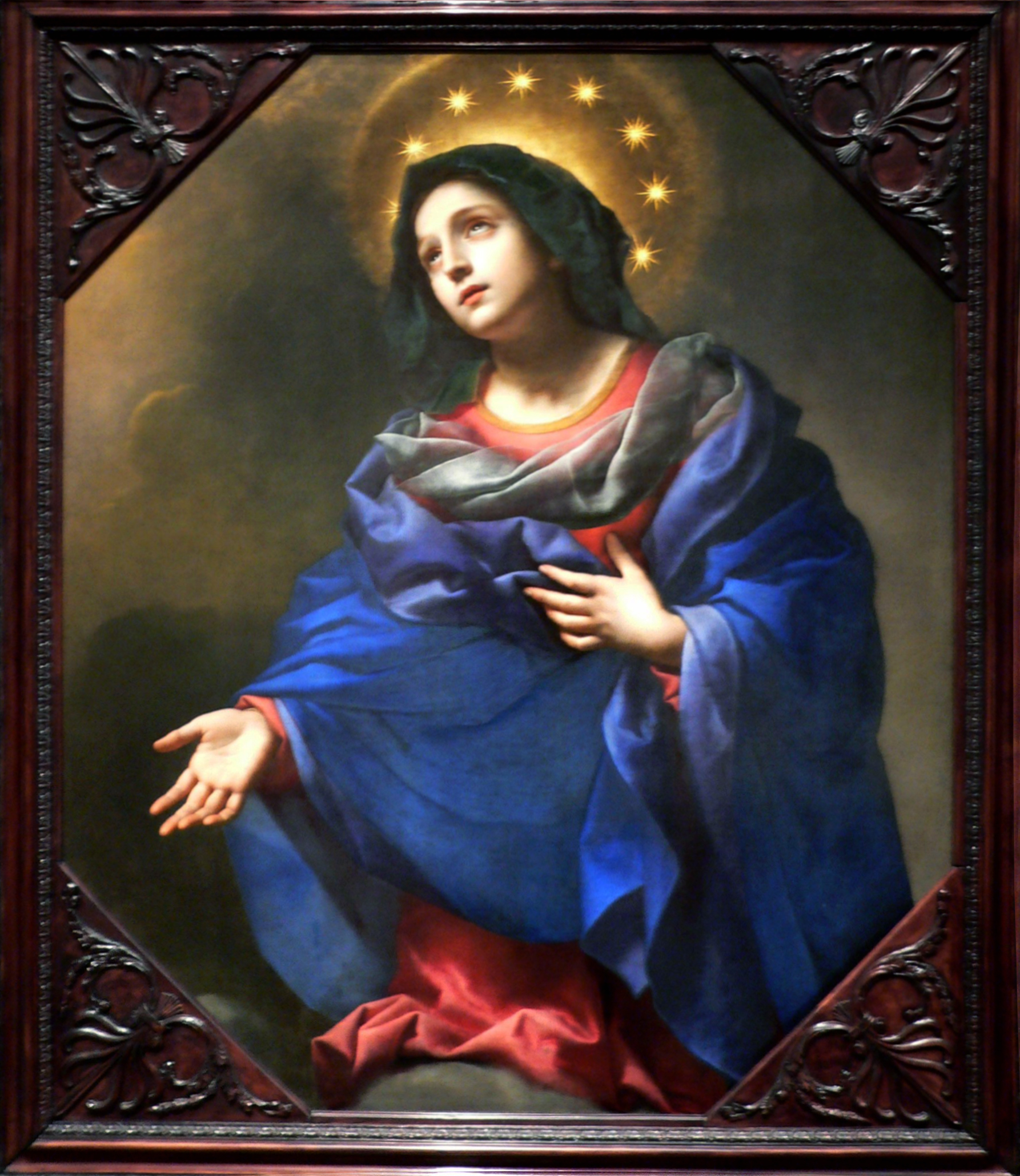
Madona ve své slávě, Carlo Dolci

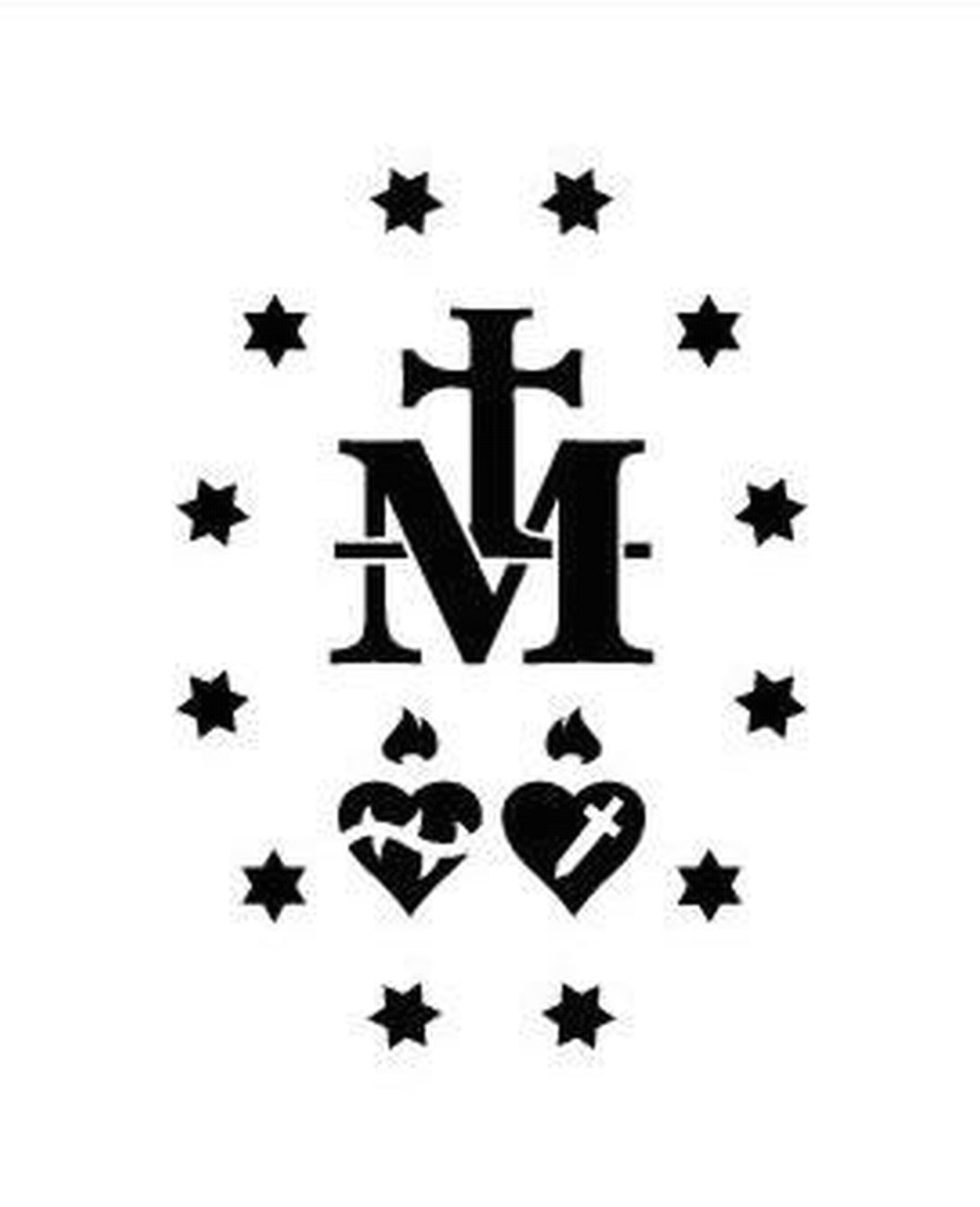
Zadní strana Zázračné medailky

Arsène Heitz, který v roce 1955 navrhoval především evropskou vlajku, řekl časopisu Lourdes, že inspirací mu byla zmínka v knize Zjevení, závěrečné části Nového zákona, o „ženě oděné sluncem... a s korunou z dvanácti hvězd kolem hlavy“ (Zj 12,1). Navrhovaná vlajka byla přijata 8. prosince 1955, na svátek Neposkvrněného početí Panny Marie.
Byl zbožným katolíkem, který patřil k ctitelům Zázračné medailky známé z pařížského zjevení svaté Kateřině Labouré, což mohlo ovlivnit jeho názory na symboliku dvanácti hvězd. Většina zakladatelů Evropské unie – Konrad Adenauer, Jacques Delors, Alcide de Gasperi a Robert Schuman – byli rovněž zbožnými katolíky.
Skutečný důvod pro volbu Heitzova návrhu byl vysledován v malém, důvěrném belgickém časopise Magnificat v roce 1987. Heitz v tomto časopise prohlásil, že je „velmi hrdý na to, že vlajkou Evropy je vlajka Panny Marie“. Jeho vdova tuto verzi potvrdila a řekla, že kvůli existenci jiných náboženství v Evropě bylo nutné ji udržet v tajnosti.

## Kontroverze
V červnu 2017 odsoudil poslanec Jean-Luc Mélenchon přítomnost evropské vlajky v Národním shromáždění a obvinil ji z mariánského původu. Po obnovení sporu v říjnu 2017 evropští představitelé tento původ zpochybnili. Paul Michel Gabriel Lévy, ředitel pro informace a tisk Rady Evropy, který se problematikou vlajky zabýval, tvrdil, že za snížením počtu hvězd z patnácti (což byl původní počet zemí EU) na dvanáct stojí politické důvody, a tvrdil, že podobnost s Mariánskou korunou je pouze náhoda, kterou objevil později. Robert Bichet, zpravodaj komise pověřené návrhy, rovněž zpochybňuje mariánský původ evropské vlajky. Katolická periodika ji však potvrdila.
Podle přímého svědka událostí Paula Collowalda nelze Arséna Heitze považovat za autora evropské vlajky: „Jestliže Paul Lévy ,přirozeně' využil svých schopností, nelze ho považovat za ,autora evropské vlajky' v tom smyslu, že by byl zodpovědný za její návrh a vytvoření, což je úkol, jehož proměnlivost jsme právě viděli. Jeho účast je ve skutečnosti pouhou technickou pomocí v závěrečné fázi prezentace“.